# 斯塔茨門縣 (北達科他州)
斯塔茨門县（英語：Stutsman County）是位於美國北達科他州中部的一個縣。面積5,952平方公里。根據美國2000年人口普查，共有人口21,908人。縣治詹姆斯城 （Jamestown）。
成立於1873年1月4日，縣政府成立於6月10日。縣名紀念達科他準州議員以諾斯·斯塔茨門 （Enos Stutsman）。